# Iljas Borissowitsch Betschelow

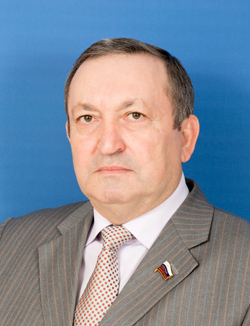
Iljas Borissowitsch Betschelow

Iljas Borissowitsch Betschelow (russisch Ильяс Борисович Бечелов; * 5. März 1951 in Audan Baisaq, Gebiet Schambyl, Kasachische Sozialistische Sowjetrepublik, UdSSR) ist ein russischer Politiker und ehemaliger Staatsmann.

## Biographie
Betschelow absolvierte 1973 die Staatliche Universität von Kabardino-Balkarien und 1982 die Verwaltungsakademie des sowjetischen Innenministeriums. Von 1982 bis 1988 war er Abteilungsleiter, anschließend stellvertretender Leiter für Strafvollzugsanstalten beim Innenministerium der UdSSR.
Ende der 1980er wurde Betschelow zum Abgeordneten des Obersten Sowjets, nach dem Zerfall der Sowjetunion dann zum Abgeordneten des Parlaments von Kabardino-Balkarien. Zwischen 1999 und 2001 vertrat er die Teilrepublik im Föderationsrat von Russland.
2002 übernahm Betschelow das Amt des Ministers für Arbeit und soziale Entwicklung von Kabardino-Balkarien. Im Dezember 2003 ließ er sich erneut in das örtliche Parlament wählen und war bis zum Ende seiner Amtszeit (2009) Parlamentsvorsitzender. 
2010 bestimmte das Parlament von Kabardino-Balkarien Betschelow erneut zum Vertreter der Republik im Föderationsrat. Dieses Amt bekleidete er bis 2014 und wurde durch Arsen Kanokow ersetzt.